# Покоління Z
Покоління Z (англ. Generation Z; у розмовній мові відомі як «зумери») — термін, що застосовується для людей, які народилися, за різними класифікаціями, приблизно з середини 1990-х до початку 2010-х років. (нижні межі дат народжень 1993—1995 рік, верхні межі 2008—2010 і навіть пізніше).. Зазвичай, людей покоління Z вважають дітьми покоління X, рідше покоління Y. Те, що минулі покоління називали «технологіями майбутнього», покоління Z вважає невід'ємною частиною повсякденного життя. Саме це передусім відрізняє їх від покоління Y, позаяк дитинство других минуло ще до «технологічного буму».

## Інші терміни
В джерелах також можуть застосовуватися інші найменування покоління:
- Generation I, Internet Generation, Millenial Generation, або Net Generation[8][9]
- Generation M[10][11] (Від слова багатозадачність)
- Generation 9/11[12] (Посилання до подій 11 вересня 2001 року як до важливого поворотного моменту в житті покоління)
- Homeland Generation або New Silent Generation[13] (Від слова Батьківщина, з'явилось згідно з теорією Штрауса-Хоу).

У 2000-х розмовний термін «зумер» використовували для позначення особливо активних бебі-бумерів. Своє сучасне значення він набув 2018 року через мем на 4chan, який висміював підлітків покоління Z карикатурою вояка. Термін «зумер» часто вживають в іронічному, гумористичному або глузливому тоні.

## Проблема визначення дат покоління
Найчастіше, культурологи та демографи називають роком народження покоління Z — 1991 рік, Деякі інші науковці пропонують вважати точкою відліку існування покоління 2001 рік. Перша дата була вибрана як час створення всесвітньої мережі Інтернет, друга — як входження інтернету до повсякденного життя. Основними моментами в народженні покоління вважають кінець холодної війни і розпад СРСР, при цьому відзначаючи, що друге сильно вплинуло на розвиток покоління, що проживає в Східній Європі. В Японії роками народження покоління вважають 1985—1992, оскільки рівень технологічного прогресу в повсякденному житті жителів Японії був вищим за інші країни постіндустріального типу розвитку. В інших країнах дотримуються американської методології визначення хронології.

## Загальні риси, тенденції
Покоління Z пов'язує користування такими речами, як інтернет загалом, YouTube, мобільні телефони, SMS і MP3-плеєри, в цьому покоління Z відповідає визначенню терміну «Digital Native». Для представників покоління Z характерне етичне споживання, підприємницькі амбіції, прогресивні погляди на різні теми — від освіти й до питань статі.
Батьків дітей Z називають «Digital Immigrant», бо в їхньому дитинстві більшості цих речей не було. Тепер доступ в інтернет не обмежується лише користуванням домашнім комп'ютером і може бути доступним в будь-який момент завдяки ноутбукам з інтернет-модемами, планшетам, мобільним телефонам, смартфонам, смартгодинникам, таким пристроям як Google Glass або ігровим приставкам, таким як PlayStation 4, Xbox One, Nintendo Switch. В цьому простежується велика схожість поколінь Z та Y, але на відміну від других, Z здебільшого вже народилися, коли інтернет повністю ввійшов до повсякденного життя людини. До того ж покоління Z — це перше покоління, що повністю народилося в епоху глобалізації та постмодернізму. Також спостерігається, що багато батьків покоління Z працюють не повний робочий день або беруть роботу, з якою можна працювати вдома, для того, щоб більше часу виділяти на виховання дітей.
Згідно з дослідженням Goldman Sachs, покоління Z є ціннішими працівниками для більшості організацій, ніж міленіали. Представники цього покоління, станом на 2020 рік, лише починали шукати своє місце на ринку праці.
Є ряд досліджень саме українського покоління «зумерів» у контексті їхніх пріоритетів під час ухвалення рішення щодо покупки.
Як перше соціальне покоління, яке зростало з доступом до Інтернету та портативних цифрових технологій з раннього віку, представники покоління Z, навіть якщо вони не обов'язково мають цифрову грамотність, отримали назву «цифрових аборигенів». Крім того, негативні наслідки екранного часу найбільш виражені у підлітків порівняно з молодшими дітьми. У порівнянні з попередніми поколіннями, представники покоління Z схильні жити повільніше ніж їхні попередники у їхньому віці, мають нижчі показники підліткових вагітностей, та рідше вживають алкоголь (хоча не обов'язково інші психоактивні речовини). Підлітки покоління Z більше, ніж старші покоління, стурбовані академічною успішністю та перспективами працевлаштування, і краще вміють відкладати задоволення, ніж їхні однолітки з 1960-х років, попри протилежні побоювання. Секстинг серед підлітків став більш поширеним; наслідки цього залишаються недостатньо вивченими. Молодіжні субкультури не зникли, але стали тихішими. Ностальгія є головною темою молодіжної культури 2010-х і 2020-х років.
У всьому світі є докази того, що дівчата покоління Z пережили пубертатний період значно раніше, ніж попередні покоління, що має наслідки для їхнього благополуччя та майбутнього. Крім того, поширеність алергій серед підлітків та молодих дорослих покоління Z є більшою, ніж у загальній популяції; існує більша поінформованість та діагностика психічних захворювань, і частіше повідомляється про депривацію сну серед підлітків покоління Z у порівнянні з попередніми поколіннями.
Рівні фізичних вправ серед покоління Z можуть змінюватися залежно від країни: зниження у Великобританії, але відносно стабільні в Сполучених Штатах. У Сполучених Штатах рівень ожиріння серед представників покоління Z у 2020-х роках є вищим, ніж у попередніх поколінь.
У багатьох країнах молодь покоління Z частіше отримує діагнози інтелектуальних порушень та психічних розладів у порівнянні зі старшими поколіннями.
По всьому світу представники покоління Z проводять більше часу з електронними пристроями і менше читають книги, ніж раніше, що має наслідки для їхньої уваги, словникового запасу, академічної успішності, та майбутнього економічного внеску. В Азії в 2000-х і 2010-х роках освітяни зазвичай шукали та підтримували найкращих учнів; у Західній Європі та США акцент робився на слабких учнях. Студенти з Східної Азії та Сінгапуру стабільно посідали провідні місця на міжнародних стандартизованих тестах у 2010-х роках.

## Економічні тенденції

### Споживання
Як споживачі, представники Покоління Z зазвичай покладаються на Інтернет для дослідження вибору і розміщення замовлень. Вони, як правило, скептично налаштовані і уникатимуть компаній, чиї дії та цінності суперечливі. На їхні покупки сильно впливають тренди, які просувають «інфлюенсери» в соціальних мережах, а також страх пропустити щось важливе (FOMO) і тиск однолітків. Потреба бути «модним» є головним мотиватором. Завдяки відносно високому доходу, Покоління Z має вищі звички до витрат. Згідно з новими дослідженнями, вони покладаються на соціальні мережі для прийняття рішень про покупки, при цьому продукти для здоров'я та краси є найбільш споживаною категорією на цих платформах.
На Заході, хоча більшість може демонструвати свою підтримку певних ідеалів, таких як «екологічна свідомість» в опитуваннях, фактичні покупки не відображають їхні заявлені погляди, що видно з їхнього високого попиту на дешевий, але недовговічний одяг («швидка мода»), або перевагу швидкої доставки. Незважаючи на їхні соціально прогресивні погляди, значна кількість все ще готова купувати ці товари, коли піднімаються питання порушення прав людини в країнах, що розвиваються, де їх виробляють. Однак, молоді західні споживачі цієї когорти менш схильні платити преміум за те, що вони хочуть, порівняно з їхніми однолітками з країн, що розвиваються. У Великій Британії загальне уникнення Поколінням Z алкоголю та тютюну помітно зменшило державні доходи у вигляді 'податку на гріх'. Дійсно, багато молодих британців залишаються залежними від своїх батьків у оплаті рахунків в умовах стагнуючої економіки, і близько чверті практично не витрачає на предмети розкоші.

### Зайнятість
За даними Міжнародної організації праці (МОП), пандемія COVID-19 посилила безробіття серед молоді, але нерівномірно. До 2022 року рівень безробіття серед молоді становив 12,7 % в Африці, 20,5 % в Латинській Америці та 8,3 % у Північній Америці. На початку 2020-х років китайська молодь зіткнулася з труднощами у пошуку роботи. Університетська освіта мало допомагає. Фактично, через невідповідність між освітою та ринком праці, ті, хто не має університетської кваліфікації, мають менший ризик безробіття. До червня 2023 року рівень безробіття в Китаї серед людей віком від 16 до 24 років становив близько п'ятої частини.
У Німеччині деякі державні чиновники рекомендують коротші робочі тижні при збереженні рівня заробітної плати, попри проблеми німецької економіки. Ситуація подібна і в інших європейських країнах. У Великій Британії Покоління Z стикається з гіг-економікою з непевними перспективами та застійною заробітною платою. У Сполучених Штатах рівень безробіття серед молоді (16–24 роки) у травні 2023 року становив 7,5 %, найнижчий за 70 років. Американські випускники шкіл могли відразу виходити на ринок праці, при цьому роботодавці пропонували їм щедрі бонуси, високу заробітну плату та програми навчання для компенсації поточного дефіциту робочої сили. Прогнозується, що Покоління Z у Сполучених Штатах буде найбагатшим поколінням порівняно з попередніми поколіннями в тому ж віці. Середня річна заробітна плата окремої особи на 40 000 доларів вища, ніж у попередніх поколінь.

## Здоров'я

### Фізичне

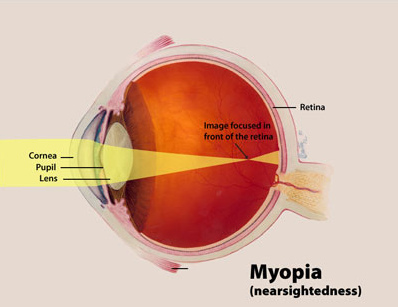
Анатомічна діаграма міопії або короткозорості

Дослідження 2015 року виявило, що частота короткозорості подвоїлася у Великій Британії за останні 50 років. Офтальмолог Стів Шаллхорн, голова Міжнародної медичної консультативної ради Optical Express, зазначив, що дослідження вказують на зв'язок між регулярним використанням портативних електронних пристроїв та перенапруженням очей. Американська оптометрична асоціація також висловила подібне занепокоєння. За словами її представниці, цифрове перенапруження очей, або синдром комп'ютерного зору, є «масовим явищем, особливо коли ми переходимо до менших пристроїв і зростає їх значення у нашому повсякденному житті.» Симптоми включають сухість та подразнення очей, втому, напруження очей, розмите бачення, труднощі з фокусуванням, головні болі. Однак синдром не викликає втрату зору чи інші незворотні пошкодження. Щоб полегшити або запобігти перенапруженню очей, Рада з питань зору рекомендує людям обмежувати час перед екраном, робити часті перерви, регулювати яскравість екрана, змінювати фон з яскравих кольорів на сірий, збільшувати розмір тексту та частіше моргати. Батьки повинні не лише обмежувати час, який діти проводять перед екраном, але й подавати приклад.
Хоча харчові алергії спостерігалися лікарями з давніх часів і практично всі продукти можуть бути алергенами, дослідження Клініки Мейо в Міннесоті виявило, що вони стають все більш поширеними з початку 2000-х років. Сьогодні один з дванадцяти американських дітей має харчову алергію, причому алергія на арахіс є найпоширенішим типом. Причини цього залишаються малозрозумілими. Алергія на горіхи загалом зросла в чотири рази, а алергія на морепродукти збільшилася на 40 % між 2004 та 2019 роками. Загалом близько 36 % американських дітей мають якийсь вид алергії. Для порівняння, цей показник серед амішів в Індіані становить 7 %. Алергії також тривожно зросли в інших західних країнах. У Великій Британії, наприклад, кількість дітей, госпіталізованих через алергічні реакції, збільшилася в п'ять разів між 1990 та кінцем 2010-х років, як і кількість британських дітей з алергією на арахіс. Загалом, чим більш розвинена країна, тим вищі показники алергій. Причини цього залишаються малозрозумілими. Одне з можливих пояснень, підтримане американським Національним інститутом алергії та інфекційних захворювань, полягає в тому, що батьки тримають своїх дітей «занадто чистими для їхнього ж блага». Вони рекомендують знайомити новонароджених дітей з різноманітними потенційно алергенними продуктами, такими як арахісове масло, до досягнення ними шестимісячного віку. Згідно з цією «гігієнічною гіпотезою», такі контакти дають імунній системі немовляти певні вправи, роблячи її менш схильною до надмірної реакції. Доказом цього є той факт, що діти, які живуть на фермі, постійно мають меншу ймовірність алергії, ніж їхні однолітки, які виросли в місті, а діти, народжені в розвиненій країні від батьків, які іммігрували з країн, що розвиваються, мають більшу ймовірність алергії, ніж їхні батьки.
Дослідження, опубліковане в 2019 році в журналі The Lancet, повідомило, що кількість південноафриканців віком від 15 до 19 років, які лікуються від ВІЛ, збільшилася в десять разів між 2010 та 2019 роками. Це частково пов'язано з покращенням програм виявлення та лікування. Проте менше 50 % людей, у яких діагностували ВІЛ, почали приймати противірусні препарати через соціальну стигму, занепокоєння щодо конфіденційності лікування та домашні обов'язки. Хоча щорічна кількість смертей у світі від ВІЛ/СНІДу знизилася порівняно з піком на початку 2000-х років, експерти попереджають, що ця венерична хвороба може знову посилитися, якщо зростаюче підліткове населення світу залишиться незахищеним.
Дані Австралійського бюро статистики показують, що 46 % австралійців віком від 18 до 24 років, близько мільйона людей, мали надмірну вагу в 2017 та 2018 роках. Цей показник становив 39 % у 2014 та 2015 роках. Люди з ожирінням мають вищий ризик діабету II типу, серцевих захворювань, остеоартриту та інсульту. Австралійська медична асоціація та Коаліція з питань ожиріння закликали федеральний уряд ввести податок на солодкі напої, вимагати оцінки впливу на здоров'я та регулювати рекламу фастфуду. Загалом кількість австралійських дорослих з надмірною вагою або ожирінням зросла з 63 % у 2014-15 роках до 67 % у 2017-18 роках.

#### Когнітивні здібності
Мета-аналіз 2010 року, проведений міжнародною командою експертів з психічного здоров'я, виявив, що світова поширеність інтелектуальної недостатності (ІН) становила близько одного відсотка. Але частка осіб з таким станом у країнах з низьким та середнім рівнем доходу була до двох разів вищою, ніж у багатших країнах, оскільки їм бракувало ресурсів, необхідних для вирішення проблеми, таких як запобігання народженню дітей з ІН через спадкові захворювання за допомогою антенатального генетичного скринінгу, неналежний догляд за дітьми та матерями, та недостатнє харчування, що призводить, наприклад, до дефіциту йоду. Дослідники також виявили, що ІН була більш поширеною серед дітей та підлітків, ніж серед дорослих. Огляд літератури та мета-аналіз 2020 року підтвердили, що частота ІН дійсно була вищою, ніж за оцінками початку 2000-х років.
У 2013 році команда нейронауковців з Університетського коледжу Лондона опублікувала статтю про те, як нейророзвиткові розлади можуть впливати на освітні результати дитини. Вони виявили, що до 10 % населення мають специфічні труднощі у навчанні, або близько двох-трьох дітей у (західному) класі. Це такі стани: дискалькулія, дислексія, синдром дефіциту уваги та гіперактивності (СДУГ) та розлади аутистичного спектра. Вони викликані аномальним розвитком мозку через складні екологічні та генетичні фактори. Дитина може мати кілька розладів навчання одночасно. Наприклад, серед дітей з СДУГ, 33-45 % також мають дислексію, а 11 % мають дискалькулію. Нормальний або високий рівень інтелекту не забезпечує захисту. Кожна дитина має унікальний когнітивний та генетичний профіль і отримала б користь від гнучкої системи освіти. Дослідження 2017 року з Домініканської Республіки припускає, що студенти з усіх секторів освітньої системи використовують Інтернет для академічних цілей, проте ті, хто походить з нижчих соціально-економічних верств, як правило, мають найнижчі показники навичок читання та розуміння.
Звіт 2020 року психолога Джона Протцко проаналізував понад 30 досліджень і виявив, що діти стали краще відкладати задоволення протягом попередніх 50 років, що відповідає середньому збільшенню на 0,18 стандартних відхилень за десятиліття за шкалою IQ. Це суперечить думці більшості опитаних когнітивних експертів (84 %), які вважали, що ця здатність погіршується. Дослідники перевіряють цю здатність за допомогою Зефірного тесту. Дітям пропонують ласощі: якщо вони готові почекати, вони отримують дві; якщо ні, то лише одну. Здатність відкладати задоволення пов'язана з позитивними життєвими результатами, такими як кращі академічні показники, нижчий рівень вживання психоактивних речовин і здоровіша вага тіла. Можливими причинами покращення здатності відкладати задоволення є вищий рівень життя, більш освічені батьки, покращене харчування, вища відвідуваність дошкільних закладів, краща обізнаність щодо тестів та екологічні чи генетичні зміни. Проте цей розвиток не означає, що діти початку XX століття гірше відкладали задоволення, а діти кінця XXI будуть краще це робити. Крім того, деякі інші когнітивні здібності, такі як простий час реакції, сприйняття кольору, робоча пам'ять, складність використання словникового запасу та тривимірне візуально-просторове мислення, показали ознаки вікового зниження.
У статті 2018 року когнітивні науковці Джеймс Р. Флінн та Майкл Шаєр стверджували, що спостережуване зростання IQ протягом XX століття — загальновідоме як ефект Флінна — або зупинилося, або змінилося на протилежне, як це видно з комбінації тестів IQ та піажетівських тестів. У скандинавських країнах спостерігалося чітке зниження загального інтелекту, починаючи з 1990-х років, в середньому на 6,85 пункта IQ при проекції на 30 років. В Австралії та Франції дані залишалися неоднозначними; потрібні додаткові дослідження. У Великій Британії маленькі діти зазнали зниження здатності сприймати вагу та важкість, зі значними втратами серед тих, хто показував найкращі результати. У німецькомовних країнах молодь зазнала падіння здатності до просторового мислення, але покращення навичок вербального мислення. У Нідерландах у дошкільнят і, можливо, школярів спостерігалася стагнація (але літні люди покращили) когнітивних навичок. Це означає, що люди поступово відходили від абстрактного до конкретного мислення. З іншого боку, США продовжували свій історичний рух до вищого IQ, зі швидкістю 0,38 за десятиліття, принаймні до 2014 року. Південна Корея спостерігала зростання показників IQ вдвічі швидше за середній показник США. Стійке зниження когнітивних здібностей, що спостерігається в багатьох розвинених країнах, може бути спричинене зменшенням граничної віддачі через індустріалізацію та інтелектуально стимулюючі середовища для дошкільнят, культурними зрушеннями, що призвели до частого використання електронних пристроїв, падінням когнітивно вимогливих завдань на ринку праці порівняно з XX століттям, і можливо дисгенічною фертильністю.

## Після покоління Z
Демограф Марк МакКрайндл висловив думку, що діти покоління Z — тобто ті, що народились з середини- кінця 1990-х або 2000 року — сформують так зване покоління «Альфа». Попри те, що покоління Z ЗМІ називають поколінням 21 століття, саме «Альфа» буде повноправним рухом цього століття, оскільки покоління «Альфа» — перше покоління, життєвий цикл якого починається саме у 21 столітті. Покоління «Альфа» описують як дітей покоління Y і рідше як дітей покоління Z, а також як онуків покоління X.